# 山口剛 (レスリング選手)
山口 剛（やまぐち たけし、男性、1989年4月4日 - ）は、日本のレスリング選手。ブシロードクラブ所属。身長180cm。

## 経歴
岐阜県中津川市出身。中津商業高校、早稲田大学スポーツ科学部卒業。
中津川市立西小学校時代は柔道を経験していたが、中学時代、柔道の練習の一環でレスリングを体験し、そこから本格的にレスリングを始める。
高校時代では、全国高等学校選抜レスリング大会、全国総体、全国高校生グレコローマンスタイル選手権、国体を制し、四冠王に輝く。
2011年8月、全日本学生レスリング選手権大会フリースタイル84kg級で優勝。
2012年7月24日、秋葉原・UDXシアターで行われた「新日本プロレスｘブシロード戦略発表会2012（夏）」にて、永田裕志よりスカウトを受け、ブシロードクラブの第1号として入門。9月よりブシロードの契約社員として事業開発部に所属する。12月21日、ブシロードクラブ所属選手としてのデビュー戦で天皇杯全日本レスリング選手権大会に出場。同大会のフリースタイル96kg級で初優勝を飾った。
2013年6月15日、明治杯全日本選抜レスリング選手権大会フリースタイル96kg級で優勝。昨年末の天皇杯に続き、同階級で2冠を達成し、2013年レスリング世界選手権への出場権を獲得した。9月16日（現地時間）、ハンガリーで行われた世界選手権に初出場。フリースタイル96kg級において8位の成績を残した。
2016年にはリオデジャネイロオリンピックの出場権を逃したことでブシロードクラブを退団、一時競技から離れたものの、翌2017年に再起を決め4月3日付でブシロードクラブに再入団した。
2021年、第一線を退くことが明らかとなる。

## エピソード
- 2008年9月18日、西武新宿線の電車内で痴漢の現場に遭遇し、ホームでタックルを決めて取り押さえる[1][9]。